# Plattieren
Mit Plattieren bezeichnet man Verfahren aus der Metallverarbeitung und der Textiltechnik, bei der ein unedleres Material (Metall bzw. Stoff) mechanisch bzw. chemisch (nicht galvanisch) durch ein anderes edleres Material überdeckt wird.
Von der Verbindung Doublé (Goldplattierung: Gold mechanisch auf Messing aufgebracht, nicht vergoldet) leitet sich auch eine andere Bezeichnung für diese Verfahren ab: Doublieren (auch Dublieren).

## Plattieren in der Metallbearbeitung

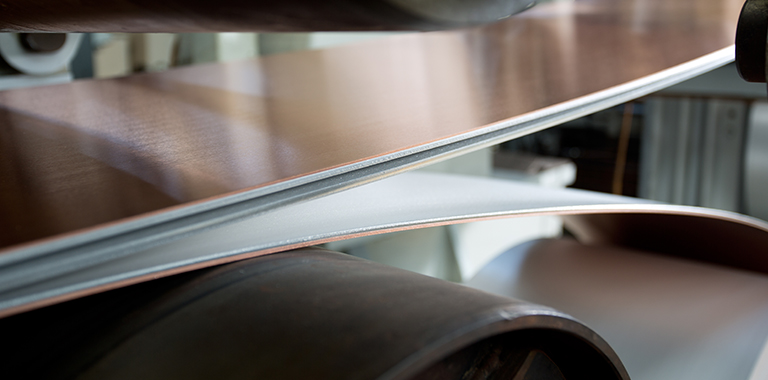
Plattierter Werkstoff

Als Plattieren bezeichnet man in der Metallbearbeitung das ein- bzw. zweiseitige Aufbringen von einer oder mehrerer Metallauflage(n) auf ein anderes Grundmetall. Dabei soll eine möglichst unlösliche Verbindung („Plaqué“) entstehen. Die untrennbare Verbindung wird durch Druck und/oder Temperatur bzw. nachfolgende Wärmebehandlung (z. B. Diffusionsglühen) erzielt. Mögliche Verbindungen sind z. B. Kupfer auf Stahl und Silber oder Gold auf Messing (Doublé).
Erreicht wird dieses durch unterschiedlichste Techniken, z. B. durch Aufwalzen von dünnen Metallfolien, Aufschweißen, Angießen (Ionenplattieren), Tauchen, Sprengplattieren oder durch galvanotechnische Verfahren (Elektroplattieren). Nach dem derzeitigen Stand der Produktionstechnik (Anfang des 21. Jahrhunderts) geschieht dies meistens nach der Methode der Walzschweißplattierung.
Mit dem Überzug können Korrosionsschutz, eine höhere Oberflächenhärte, bessere Gleiteigenschaften oder ein gefälligeres Aussehen erreicht werden.

### Walzschweißplattierung
Eine Möglichkeit ist, Grund- und Plattiermaterial in dünne Knopfbleche einzuhüllen, zu erhitzen und dann auszuwalzen. Die Knopfbleche werden durch Beizen entfernt. Eine andere Möglichkeit ist, die Platine mit dem Plattierungsmaterial zu umwickeln, zu erwärmen und unter hohem Walzdruck auszuwalzen.
Üblich ist das Walzplattieren von Aluminiumlegierungen (Grundwerkstoff) mit Reinaluminium (Plattierungswerkstoff) und von Stahl (Grundwerkstoff) mit nichtrostendem Stahl oder Kupfer oder Nickel oder Aluminium (Plattierungswerkstoff).
Behälter der chemischen Industrie werden durch Schweißplattierung (Aufschweißen des Überzugmaterials) ausgekleidet.

### Plattierte Bleche
Plattierte Bleche sind Verbundwerkstoffe, die aus einem Grundstoff und mindestens einer Lage eines anderen Werkstoffs bestehen. Die Plattierungsschichten können einseitig oder beidseitig auf den Trägerwerkstoff aufgebracht sein. Meistens besteht der Grundwerkstoff aus „billigem“ Kohlenstoffstahl, welcher die erforderliche Festigkeit für die Verwendung aufweist. Als Herstellungsverfahren kommen Sprengen und/oder Warmwalzen in Frage. Plattierte Bleche bieten eine wirtschaftliche Lösung für Anwendungen, wo z. B. die Statik dickwandige Bauteile verlangt, aber eine verhältnismäßig dünne Plattierschicht ausreicht.

## Plattieren in der Textiltechnik
In der Textiltechnik bezeichnet man mit dem Begriff ein Fadensystem, das ein anderes überdeckt, und zwar in der Wirkerei durch eine besondere Art der Maschenbildung und in der Spinnerei durch das Überspinnen eines baumwollenen Kernfadens mit Seiden- oder Wollgarn.

## Doublieren in der Gemälderestaurierung
Das Doublieren wird zum prophylaktischen Schutz vor Gemäldezerstörung angewandt und ist bis ins 17. Jahrhundert zurückzuverfolgen. Dabei wird die Gemäldeleinwand zur Stabilisierung von hinten mit elastischem, textilem Material hinterklebt. Ein Gemälde wird dann doubliert, wenn der textile Bildträger nicht mehr in der Lage ist, die Farbschichten des Bildes zu stabilisieren.
Auch Graphiken aus Papier können so vor dem Verfall gerettet werden. Diese Technik wird in der Restaurierung verwendet, um eine instabile Leinwand zu stabilisieren, Risse und Löcher zu schließen und um eine ebenere Oberfläche zu erhalten.
Diese Maßnahme kann aber meist nicht oder nur mit erheblichen zusätzlichen Schäden rückgängig gemacht werden. Außerdem wird dabei die alte Rückseite völlig verdeckt, sodass eventuelle Beschriftungen nicht mehr sichtbar sind. Aus diesen Gründen wird sie heute in der fachgerechten Restaurierung nur noch in Ausnahmefällen angewandt.
Siehe auch: Marouflage